# 쿼시 별

쿼시 별과 다른 별의 크기 비교

쿼시 별(Quasi star) 또는 블랙홀 별(black hole star)은 초기 우주에 존재했을 것으로 추정되는, 극단적인 질량과 광도를 가진 가상의 항성 종류이다. 핵융합으로 작동하는 현대의 항성들과 다르게, 쿼시 별의 에너지는 핵에 존재하는 블랙홀에 떨어지는 물질로부터 만들어진다. 스티븐슨 2-18보다 훨씬크다.

## 형성과 특징
쿼시 별은 거대한 원시 별의 핵이 블랙홀로 붕괴하면서 생성되었을 것이다. 이 별은 붕괴로 인한 폭발(초신성)의 잔해를 흡수할 만큼 큰 질량을 가진 상태에서 생성된다. 이러한 별은 최소 1000 태양 질량(2.0×1033 kg)을 가지고 있었을 것이다. 쿼시 별은 또한 거대한 가스덩어리를 중력으로 끌어들이는 암흑물질 헤일로로부터 탄생했을 수도 있는데, 이것은 태양 질량의 수만 배에 달하는 초질량 항성이었을 수 있다. 쿼시 별의 형성은 수소와 헬륨이 무거운 원소로 융합되기 전인 초기 우주에서만 일어날 수 있었으므로, 종족 III이었을 수 있다. 이 정도 크기의 별들은 큰개자리 VY와 스티븐슨 2-18 등 가장 큰 별의 목록에 올랐던 별들을 적색 왜성처럼 보이게 한다.
원시 별의 핵에서 블랙홀이 생기면, 블랙홀은 주변의 항성 물질을 흡수해 복사 에너지를 계속 방출한다. 이 지속적인 에너지 폭발은 중력을 상쇄하며 현재 핵융합 기반의 별들을 유지하는 것과 비슷한 평형을 만들었을 것이다. 쿼시 별은 대략 700만 년 정도의 굉장히 짧은 수명을 가지고 있었을 것인데, 이 정도 시간은 블랙홀이 1,000 ~ 10,000 태양질량(2×1033–2×1034 kg) 정도로 성장하는 데 걸리는 시간이다. 이러한 중간질량 블랙홀은 현대의 초대질량 블랙홀의 시초로 생각되어왔다.
쿼시 별은 10,000K 정도의 표면 온도를 가지고 있었을 것으로 예측된다. 이 정도 온도와 100억 km의 반지름(67 AU, 또는 태양의 14,000배)으로 보았을 때, 각 쿼시 별은 작은 은하 정도의 광도를 가지고 있었을 것이다. 쿼시 별의 수명이 다할 때쯤, 별의 바깥층은 점점 투명해져 4,000K 정도까지 냉각될 것이다. 이 온도는 정역학 평형이 깨지는 임계 온도로, 쿼시 별의 수명이 다했음을 나타낸다. 별은 곧 빠르게 소멸해 하나의 중간질량 블랙홀만을 남긴다.